# Michel Winter
Michel Winter (30 juli 1978) is een voormalig voetbalscheidsrechter uit Nederland die voor de KNVB floot. Hij leidde 146 duels in de eerste divisie in de periode 2004-2011 en deelde 464 gele kaarten en 16 directe rode kaarten.
Winter stond op de B-lijst (de een-na-hoogste categorie voor scheidsrechters) van de KNVB. Hij floot wedstrijden in de Eredivisie en Jupiler League. Na het seizoen 2010/2011 moest hij stoppen als scheidsrechter in het Betaald Voetbal omdat hij geen contractverlenging kreeg van de KNVB. Hij wist niet te promoveren naar de senior-lijst. Hij besloot hierop volledig te stoppen met fluiten en dus ook niet verder te gaan in het amateurvoetbal. Hij is woonachtig in Ten Boer. Hij doet aan autocross.